# Шипов, Сергей Павлович
Серге́й Па́влович Ши́пов (Шипов 1-й; 5 [16] февраля 1790 года или 5 [16] февраля 1789, с. Бельково, Костромская губерния — 25 июля [6 августа] 1876 года или 13 (25) августа 1876, Москва) — генерал-адъютант (1825), член Военного совета (1838—41), генерал от инфантерии (1843), казанский губернатор (1842—44), сенатор (1846). Член «Союза спасения» и Коренного совета «Союза благоденствия».

## Биография
Родился в имении Шиповых, селе Бельково Солигаличского уезда Костромской губернии, в семье уездного предводителя дворянства Павла Антоновича Шипова и его жены Елизаветы Сергеевны, урожд. Шулепниковой.

### Детство и начало службы
Сергей Павлович Шипов родился в селе Белькове. До 13 лет получал домашнее образование под руководством матери, после чего продолжение образования вверили наставнику, а также дяде по матери, Михаилу Сергеевичу Шулепникову. В дальнейшем, уже во время службы, продолжал самообразование, беря дополнительные уроки у преподавателей.
15 (27) февраля 1805 года в возрасте 16 лет (так в Русском биографическом словаре (РБС); отсюда вариант года рождения 1789) был определён на службу в департамент министерства народного просвещения. Рутинная работа в госучреждении пришлась Сергею Шипову не по душе.
С 1 (14) января 1806 года коллегии-юнкер. По РБС, в 1806 году поступил юнкером (по справочнику «Декабристы»: определён юнкером 4 [16] сентября 1807 года) в лейб-гвардии Егерский полк. С 17 (29) декабря 1807 портупей-юнкер. По просьбе родителей 23 февраля (6 марта) 1808 переведён портупей-прапорщиком в лейб-гвардии Преображенский полк для совместной службы с родственником, капитаном А. И. Бартеневым. С 25 апреля (7 мая) 1809 года прапорщик, с 12 (24) февраля 1810 года подпоручик, с 26 октября (7 ноября) 1811 года поручик.

### Боевой путь
Принимал деятельное участие в Отечественной войне 1812 года и заграничных походах русской армии 1813—1814 годов.

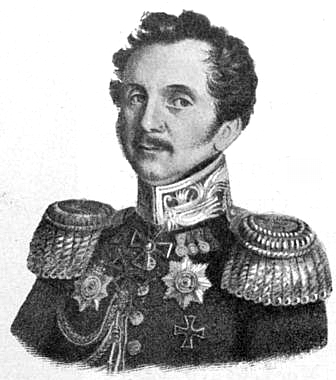
С. П. Шипов, 1825

Участник битвы 5 и 6 августа под Смоленском, в сражении 26 августа под Бородином и в ночной экспедиции при Тарутине. Проявил отличие в сражении под Малоярославцем 24 октября (6 ноября) 1812 года. Участвовал в сражении под Вязьмой и в сражении под Красным. За деятельное преследование неприятеля получил орден св. Владимира 4-й степени с бантом и серебряную медаль в память 1812 года. 14 (26) апреля 1813 года присвоено звание штабс-капитана.
Перейдя русскую границу с войсками, преследовавшими неприятеля, сражался под Лейпцигом, Бауценом и Теплицем. За сражение под Кульмом (17(29) — 18(30) августа 1813 года) получил от прусского короля Фридриха-Вильгельма III военный орден за заслуги (Pour la mérite) и Кульмский крест (или, как его именовали, знак отличия Железного креста, который отличался от прусского ордена отсутствием даты и королевского вензеля).
Награждён серебряной медалью в память вступления русских войск в Париж в 1814 году. С 1 (13) января 1816 года капитан, с 1 (13) октября 1816 года полковник.
18 (30) октября 1817 года (по Нечкиной 17 [29] октября 1817 года) принял командование Перновским гренадерским полком, «приведённым в полное расстройство прежним командиром» (имеется в виду декабрист полковник М. А. Фонвизин). «За приведение этого полка в образцовое состояние» С. П. Шипов в чине полковника 4 (16) апреля 1821 года назначен командиром лейб-гвардии Семёновского полка (нового состава). Вскоре, — резюмирует словарь Половцова, — любимый полк императора Александра I стал первым в ряду остальных полков Гвардейского корпуса, в связи с чем полковник Шипов неоднократно удостаивается словесной Высочайшей благодарности.
С. П. Шипов был членом тайных обществ Союза спасения и Союза благоденствия (член Коренного совета). 22 июля (3 августа) 1825 года произведён в генерал-майоры. По восшествии на престол Николая I 15 (27) декабря 1825 года С. П. Шипов назначен его генерал-адъютантом и исправляющим должность начальника штаба гвардейского корпуса. Раннее его участие в декабристском движении высочайше повелено оставить без внимания и к следствию не привлекался.
В 1828 году принял участие в турецкой кампании. Участник нескольких боевых операций; отличился при штурме и взятии крепости Варны. За турецкий поход награждён орденом св. Анны I степени с короной.
По возвращении из турецкого похода принял участие в усмирении Польши. За отличие в сражении 9 (21) мая 1831 года при деревне Жолтки награждён золотой шпагой с алмазами с надписью «За храбрость». За воинскую доблесть, проявленную в битвах под Миньском и Калушиным, а также при штурме Варшавы 25-26 августа (6-7 сентября) 1831 года награждён орденами св. Владимира II степени и медалью «За взятие приступом Варшавы».
10 (22) марта 1832 года назначен генерал-кригскомиссаром Военного министерства (III класс Табели о рангах), и 6 (18) декабря 1833 года произведён в соответствующий этому классу чин генерал-лейтенанта.
На должности генерал-кригскомиссара («главнозаведующий обмундировкой и жалованьем армии», частично соответствует начальнику тыла вооружённых сил, со значительными ревизорскими полномочиями) С. П. Шипов инициировал и осуществил пересмотр ранее действовавших положений, добился пересмотра окладов и довольствия, принял меры к искоренению хищений. Проведённые им меры получили одобрение. В 1835 году награждён орденом св. Георгия 4-й степени и знаком отличия за 25 лет беспорочной службы. При оставлении должности генерал-кригскомиссара в 1837 году С. П. Шипову был пожалован орден Белого орла.
В октябре 1837 года назначен членом Военного Совета.

### Служба в Польше

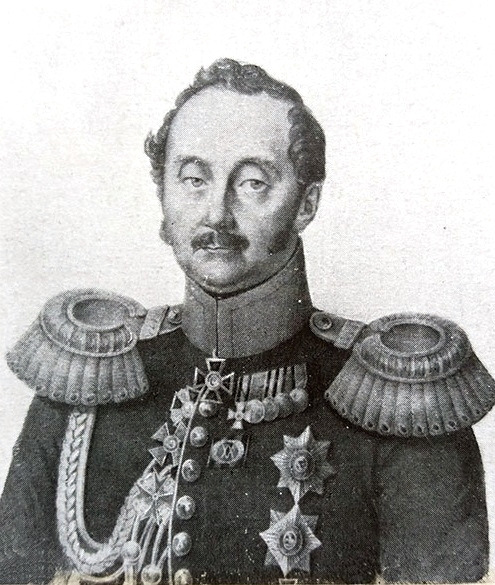
С. П. Шипов

По окончании боевых действий в Польше принял участие в деятельности органов по обеспечению интеграции и мирного развития Царства Польского в составе Российской империи. В 1837 году назначен главным директором-председателем правительственной комиссии внутренних и духовных дел и народного просвещения Царства Польского. Биограф отмечает, что во время исполнения этой должности С. П. Шипов «неутомимо трудился над распространением в польском обществе верных понятий об истории и взаимных отношениях русского и польского народов», распространением сочинений, правдиво излагающих события русской и польской истории. В дополнение к последним Шипов лично писал и издавал работы, «обстоятельно знакомившие с потребностями и положением западной Руси и Польши».
Одной из любимых идей генерала было «литературное соединение» всех славянских народов. Особое рвение Шипов проявлял в отношении введения в Привислинском крае русского языка. В короткое время Шипов сменил директоров и инспекторов учебных заведений, не владевших русским языком. В канцеляриях учебных заведений и в совете просвещения ввёл делопроизводство на русском языке.
Стараниями Шипова уже к началу 1837/38 учебного года во всех учебных заведениях Польши была произведена замена учебных пособий. Сверх того, по его настоянию в программах было значительно увеличено число часов на преподавание русского языка, русской и всеобщей истории, географии и статистики. Выпускникам, заканчивавшим курс с отличными успехами по русскому языку, была разработана система поощрений, включая трудоустройство.
Помимо русификации в сфере народного образования в Польше, Шипов «обратил внимание на существующую роль вероисповеданий». В связи с этим он лично разработал и представил Паскевичу «Положение об унитарных училищах для греко-униатов». Проект этот, как отмечает биограф, был «слишком смелый по времени», и успеха не имел — так же, как и поставленный генералом вопрос о необходимости воссоединения холмских униатов с православной церковью.
Сославшись на расстроенное здоровье, 50-летний генерал рапортовал о невозможности продолжать свою плодотворную деятельность в царстве Польском, и в 1840 году возвратился в Россию. За свои просветительские труды в Польше С. П. Шипов был награждён орденом св. Александра Невского.

### Губернатор, сенатор
27 декабря 1841 (8 января 1842) года С. П. Шипов получает назначение казанским военным губернатором с управлением гражданской частью. Руководил восстановлением Казани после пожара 1842 года. В 1843 году произведён в генералы от инфантерии. Должность губернатора в Казани исправляет до 14 (26) марта 1846 года, после чего в 1846 году по собственному желанию С. П. Шипова переводят в Москву для присутствия в московских департаментах Правительствующего сената. По переселении в Москву, отмечает биограф, на протяжении последующих 30 лет С. П. Шипов покидал первопрестольную «только в редких случаях, и притом на самое короткое время». С 1847 г. состоял вице-президентом Московского общества сельского хозяйства. Был связан с кругом московских масонов «теоретического круга», одним из руководителей которого был С. А. Маслов.
22 июля (3 августа) 1875 года С. П. Шипов отметил редкий юбилей — 50-летие в генеральских чинах. Это событие было отмечено новой государевой милостью в виде назначения пожизненной пенсии. Через год и три дня после этой даты, 25 июля (6 августа) 1875 года на 87 году жизни генерал скончался. Похоронен в фамильном склепе Донского монастыря.
- Орден Святого Владимира 4-й степени с бантом (1813)[18]
- Орден Святой Анны 4-й степени с бантом (1813)
- Орден Святой Анны 1-й степени (1826); императорская корона к ордену (1829)
- Золотая шпага «За храбрость» с алмазами (1831)
- Орден Святого Владимира 2-й степени (1831)
- Знак ордена За военное достоинство 2-й степени (1831)
- Орден Белого Орла (1835)
- Орден Святого Георгия 4-й степени за 25 лет службы (1835)
- Орден Святого Александра Невского (1839)
- медаль «В память Отечественной войны 1812 года» (1813)
- медаль «За взятие Парижа» (1814)
- Знак отличия за XX лет беспорочной службы (1835)

иностранные:
- Кульмский крест (1813)
- Прусский орден Pour le Mérite (1813)[18]
- Золотая корона к прусскому ордену Pour le Mérite (1865)

## Частная жизнь

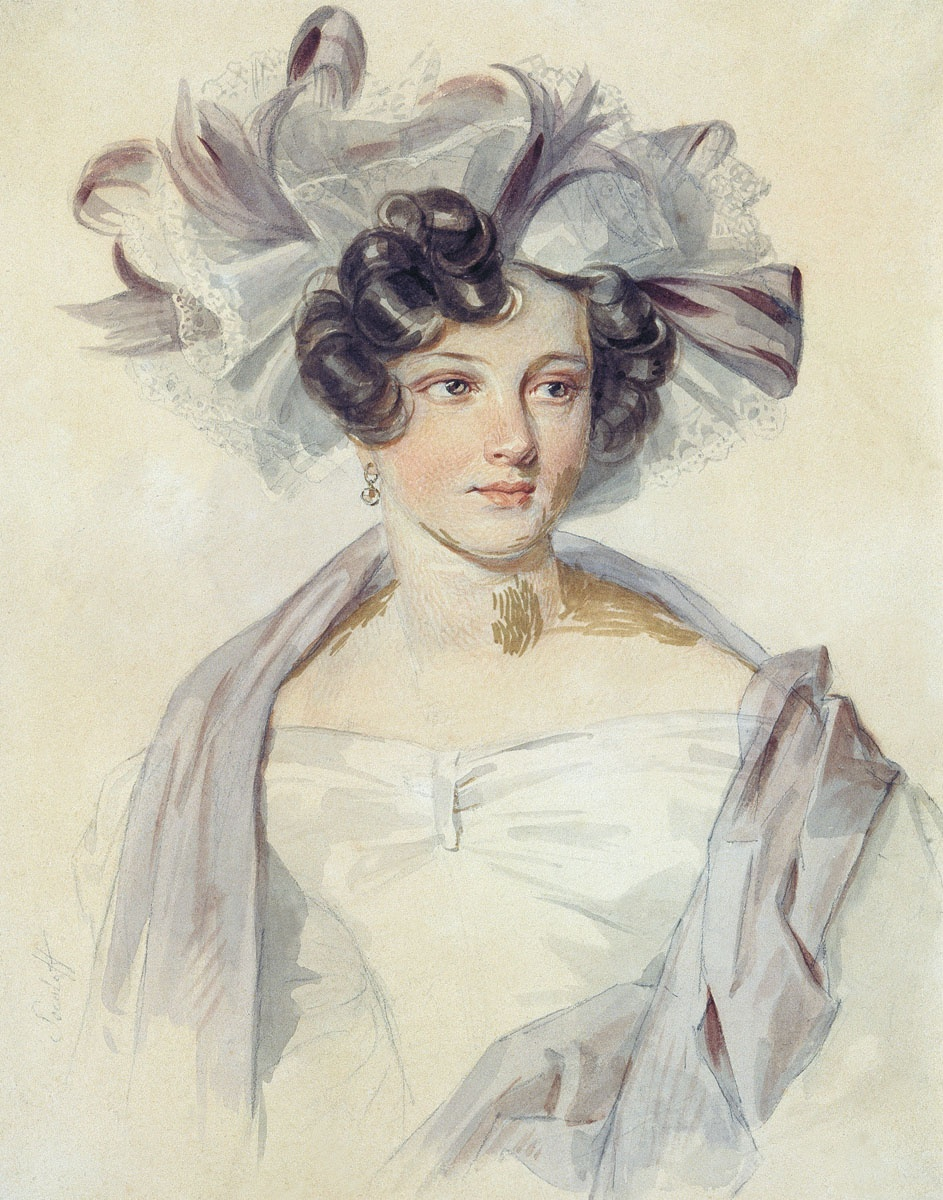
Анна Евграфовна Шипова
на акварели П. Ф. Соколова

Жена (с 08.04.1828) — графиня Анна Евграфовна Комаровская (29 марта [11 апреля] 1806—3 (15) марта 1872), фрейлина двора (30.08.1820), дочь генерал-адъютанта графа Е. Ф. Комаровского (1769—1843). «В 1828 году я женился на девице графине Комаровской, — вспоминал Шипов, — в которую с 1826 года был влюблен. Великий князь Михаил Павлович удивился известию, что я женюсь, но очень хвалил мою невесту». В молодости Анна Евграфовна отличалась замечательной красотой, а по росту своему имела возможность образовать из себя не менее двух, если не целых трех Сергеев Павловичей. Адресат стихотворения Пушкина «Муза», вписанного поэтом в её альбом. Была знакома В. А. Жуковским, М. Н. Загоскиным и Ф. Н. Глинкою. «Строгая и важная» мадам Шипова за заслуги мужа 28 марта 1836 года была пожалована в кавалерственные дамы ордена Св. Екатерины (малого креста). Во время губернаторства мужа в Казани, состояла попечительницей Николаевского детского приюта и, будучи женщиной весьма образованной и общительной, «способствовало к оживлению тогдашней казанской интеллигенции, городской и университетской, и послужила некоторым возбуждением для литературных собраний и частию даже для местной литературной производительности». Похоронена в фамильном склепе Шиповых в Донском монастыре. Потомства не оставила, сын её умер в детстве — Николай (17.07.1834—03.06.1835), крестник императора Николая I и великой княжны Марии Николаевны, умер в Москве «от колотья», похоронен в Донском монастыре.
Помимо родового гнезда под Солигаличем С. П. Шипов владел имениями в Тверской и Владимирской губерниях. Отмечая личную приязнь генерала как к нижним чинам на службе, так и к крестьянам, биографы указывают, что во всех своих имениях Сергей Павлович заводил школы, больницы и богадельни, сельские ссудные банки. И если «во время военной службы он был горячо любим нижними чинами вверенных ему частей», то товарищи же, напротив,
не весьма любили его, потому что он мало с ними сходился, редко посещал их шумные компании и большую часть свободного времени проводил за книгами; они редко посещали его, потому что не находили у него ничего привлекательного, то есть ни карт, ни пуншу.
В Москве сенатор Шипов построил доходный дом в Лубянском проезде, описанный Владимиром Гиляровским. С жильцов не бралась плата за квартиру, разрешалось селиться в любом количестве. Записей жильцов не велось. Дом получил название «Шиповская крепость» и стал рассадником преступности. Впоследствии был преобразован в дом Императорского человеколюбивого общества, фактически функции его остались те же. В 1880-х годах дом был приведён в порядок, снесён в 1966 году.

## Семья
```
Братья и сёстры:
```

- Иван Шипов 2-й (1793—1845), генерал-майор[29];
- Александр (1800—1878) — экономист, публицист, основатель журнала «Вестник промышленности»[30]
- Дмитрий (1805—1882), полковник, владелец бумагопрядильной фабрики и механического завода[6];
- Николай (1806—1887), агроном-новатор, владелец усадьбы Осташёво;
- Мария (1792—1874);
- Надежда (1795—1877);
- Елизавета (1796—1883);
- Домна (1802—1862).